# Ribautia attemsi
Ribautia attemsi är en mångfotingart som beskrevs av Demange J.M. 1963. Ribautia attemsi ingår i släktet Ribautia och familjen storjordkrypare. Inga underarter finns listade i Catalogue of Life.